# 어레스
어레스(ARES: Amateur Radio Emergency Service)는 미국과 캐나다에서 비상통신법을 훈련한 햄들로 구성된 단체이다. 이 단체는 미국아마추어무선연맹과 캐나다아마추어무선연맹에서 지원하고 있다.
오늘날에는 보통 대부분의 햄들은 지방정부에 레이시스(RACES)로 등록하며 또한 ARRL이 조직한 어레스의 회원으로도 등록한다. 어레스는 정부가 공식적으로 비상선언을 하지 않아도, 종래의 아마추어무선의 방벙으로 비상통신을 제공한다.

## 같이 보기
- RACES - 미국의 아마추어 무선 비상통신망
- ARES - 미국, 캐나다의 아마추어 무선 비상통신망
- RAYNET - 영국의 아마추어 무선 비상통신망
- AREC - 뉴질랜드의 아마추어 무선 비상통신망